# Alerheim
Alerheim è un comune tedesco di 1 754 abitanti situato nel land della Baviera.